# Hamiger novaezealandiae
Hamiger novaezealandiae is een garnalensoort uit de familie van de Palaemonidae. De wetenschappelijke naam van de soort is voor het eerst geldig gepubliceerd in 1916 door Borradaile.